# Юдеркаси
Юдерка́си (рос. Юдеркасы, чув. Йÿтеркасси) — присілок у Чувашії Російської Федерації, у складі Сятракасинського сільського поселення Моргауського району.
Населення — 92 особи (2010; 85 в 2002, 138 в 1979; 158 в 1939, 152 в 1926, 94 в 1906, 52 в 1858).

## Історія
До 1866 року селяни мали статус державних, займались землеробством, тваринництвом, ковальством, виробництвом одягу. 1931 року створено колгосп «11 років ЧАРСР». До 1920 року присілок перебував у складі Акрамовської волості Козьмодемьянського, а до 1927 року — у складі Чебоксарського повіту. 1927 року присілок переданий до складу Татаркасинського, 1939 року — до складу Сундирського, 1944 року — до складу Моргауського, 1959 року — повернуто до складу Сундирського, 1962 року — до складу Чебоксарського, 1964 року — повернутий до складу Моргауського району.

## Господарство
У присілку діє крамниця.